# Saint-Avit, Drôme
Saint-Avit är en kommun i departementet Drôme i regionen Auvergne-Rhône-Alpes i sydöstra Frankrike. Kommunen ligger i kantonen Saint-Vallier som tillhör arrondissementet Valence. År 2022 hade Saint-Avit 320 invånare.

## Befolkningsutveckling
Antalet invånare i kommunen Saint-Avit
Referens:INSEE